# Autumn Haze
Autumn Haze (Arkansas; 25 de marzo de 1976) es una modelo erótica y actriz pornográfica estadounidense.
Comenzó en el cine porno en 1999 y ya ha rodado más de 50 películas. Tiene tatuada una calavera en su nalga derecha y una banda en su bíceps derecho, además de un piercing en el ombligo.
Puede presumir de haber trabajado al lado de estrellas de la talla de Jade Marx, Paige Sinclair, Tabitha Stern, Topanga, Alaura Eden, Aurora Snow, Dynamite, Olivia Saint o la noruega Vicky Vette. En algunas de sus películas ha salido acreditada como Cherri Doll y en otras como Autumn Hayes.

## Filmografía
2000:
- GooeyBuns Sineplex.
- Skeeter Kerkove's Teen Patrol.

2001:
- Cum Swappin Sluts #1.
- Grrl Power! 3.

2005:
- Pure Filth.
- Tight End Talent.
- Unreal Sex.

2004:
- A Girl's Affair 67.
- Cum Tasters.
- Droppin Loads 3.
- Sittin Pretty.
- Totally Fucked.

2003:
- Anal Assault 3.
- Bark Like a Dog.
- Cockless 26.
- Extreme Penetrations 3.
- Gooey Buns 1.
- Lot Lizards.
- Naked Hollywood 20.
- Pillow Talk.
- Strapped.
- Stuck on You.
- The West Coast Gangbang Team 3.
- Throat Bangers 2.
- We Swallow 2.

2002:
- Autumn Haze vs. Son of Dong.
- Bang my White Tight Ass.
- Black Dicks in White Chicks 2.
- Caution: Your Azz is in Danger 3.
- Cum Dumpsters.
- Cum Swappin Sluts.
- Cunt Hunt.
- Different Worlds.
- Fast Times at Deep Crack High 8.
- Gag Factor 8.
- Gang Bang, Vol. 1.
- Naughty Little Nymphos 9.
- Pink Eye.
- Trailer Trash Nurses 6.
- V-Eight 6.
- White Trash Whore 25
- Young & Anal 25.

2001:
- Anal Addicts 2.
- Butts Sluts 7.
- Caveman Humpin.
- Cockless 4 y 5.
- Extreme Teen 16.
- Fuckumentary 4.
- Gang Bang Slut 6.
- Grrl Power! 3.
- Jail Babes 19.
- She Squirts 9.

2000:
- All Natural 6.
- Anal University 7.
- Asses Galore 11.
- Coed Cocksuckers 21.
- Creatin Nicole.
- Gangland 17.
- Hot Bods and Tail Pipe #16.
- Pussyman's Decadent Divas 8.
- Sleazy Riders.
- Torrid Tramps.
- Traces of Love.

1999:
- Fuck Pigs 3.
- Nasty Nymphos 25.
- North Pole #9.
- Rough Sex 1.